# Эдо Вимкен-младший

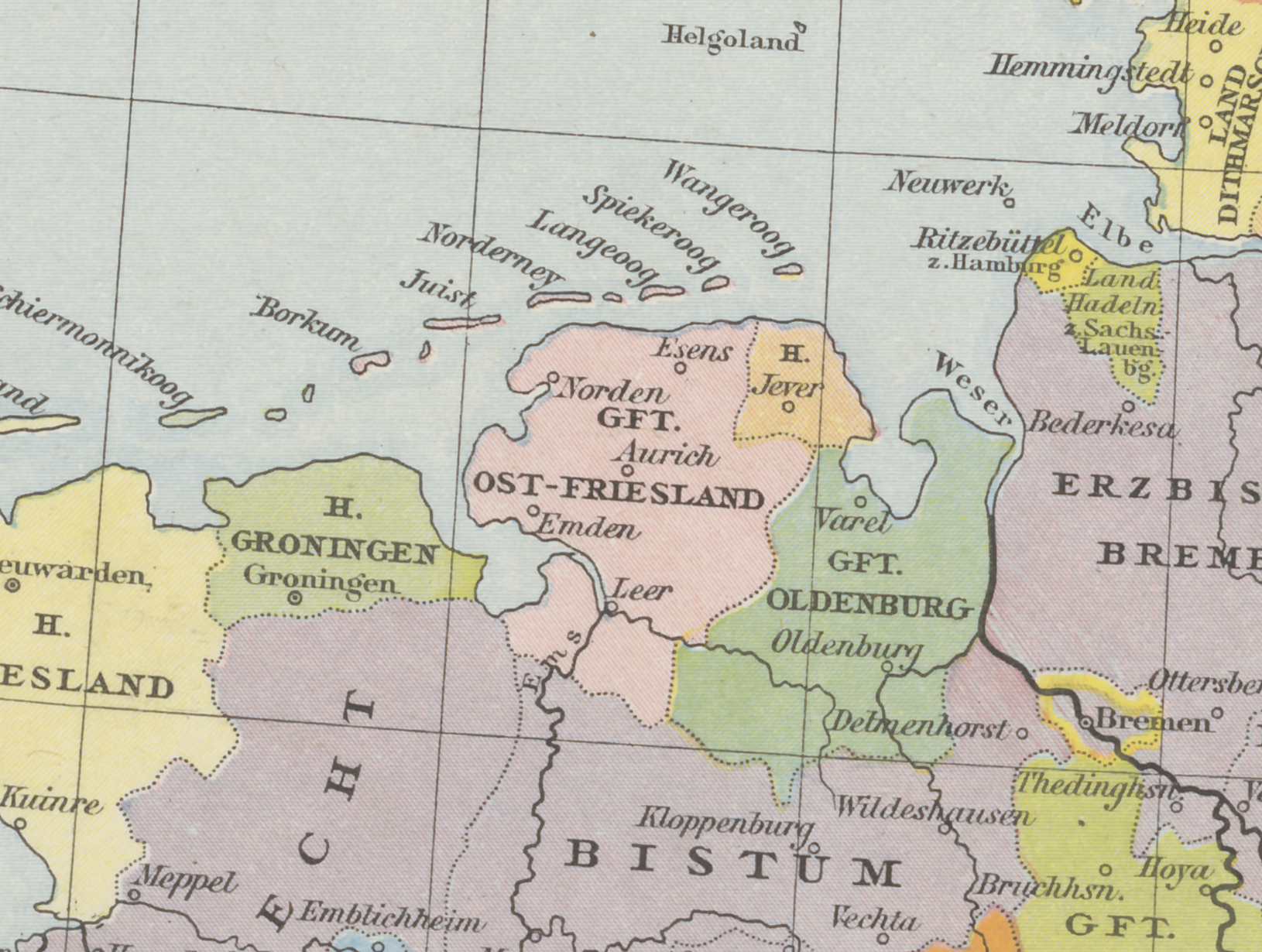
Сеньория Евер в 1500 году

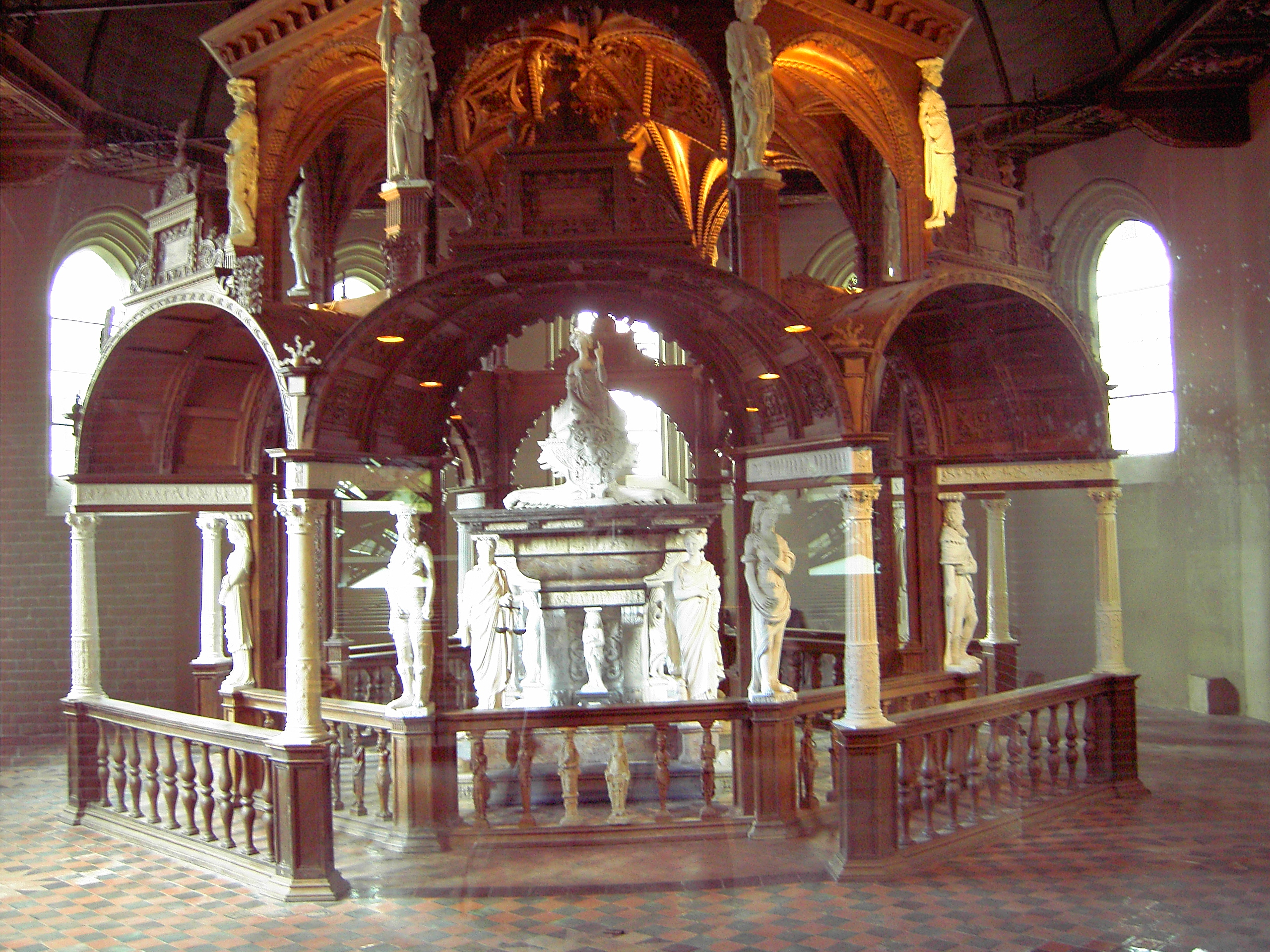
Памятник Эдо Вимкену в Евере

Эдо Вимкен-младший (з.-фриз. Edo Wiemken de Jongere, нем. Edo Wiemken der Jüngere; около 1454 — 19 апреля 1511) — восточнофризский хофтлинг (вождь), последний правитель сеньории Евер по мужской линии из хофтлингского рода Вимкенов. Он был похоронен примерно через 50 лет после его смерти его дочерью и преемницей регентства Марией Еверской в великолепной гробнице в городской церкви в Евере.

## Биография
Эдо Вимкен-младший родился в семье Танно Дурена и его первой жены Тайте тор Ольдеборх; видимо, он был их старшим сыном. Дата его рождения не может быть точно определена. После смерти своего отца в 1468 году он сменил его на посту главы сеньории Евер, но вследствие слишком юного возраста первоначально его представлял опекун Алке фон Инхаузен. В июле 1472 года он был засвидетельствован как зять хофтлинга Зибета Аттены, так что тогда он уже был, по крайней мере, помолвлен с его дочерью Фроуве. Тесные связи с Харлингерландом, продолженные после смерти Зибета его сыном Херо Омкенсом, оставались постоянными в политике Эдо. Они выдвинулись на передний план как совершенно необходимые, так как в политике Эдо, как правитель, должен был справляться с двумя основными задачами: с одной стороны, защищаться от восточнофризских притязаний на Евер, а с другой стороны, поддерживать дамбы в течение периода многочисленных наводнений.
С 1464 года графы Восточной Фризии из дворянского рода Кирксена претендовали на Харлингерланд и сеньорию Евер. В 1495 году граф Эдцард I вторгся на территорию сеньории, и затем осадил город Евер. Эдо вынужден был бежать на Вангероге. Только вмешательство епископства Мюнстер, ещё одного противника Эдцарда I, предотвратило присоединение Евера к графству Восточная Фризия. С 1495 года восточнофризский граф также оправдывал свои претензии на Евер поддельной ленной грамотой, якобы данной императором Фридрихом III Ульриху I Кирксене в 1464 году, и подтверждённой королём Максимилианом I. В 1497 году Эдцард I попытался воспользоваться серьёзной болезнью Эдо (якобы отравлением), чтобы застать Евер врасплох, но снова потерпел неудачу, потому что Евер был предупреждён заранее.
Вмешательство Восточной Фризии переплелось с конфликтом между Эдо и Фолефом из Инхаузена, сыном Алько Злого, за власть в Книпхаузене. В 1495 году, незадолго до своей смерти, Ико из Книпхаузена назначил свою мать Бинлеф, вдову Люббе Оннекена, наследницей замка, а своего кузена Фолефа наследником Инхаузена — вопреки претензиям Эдо на владения. Фолеф нашёл поддержку у Эдцарда I, которому он вверил Книпхаузен в качестве феода и который, в итоге, в 1505 году передал ему замок и владения. Эдо не мог ни в военном, ни в политическом отношении предотвратить потерю Книпхаузена и Инхаузена для сеньории Евер, поскольку их вожди встали на сторону Кирксены. Ему также не хватало средств для реализации притязаний, которые он выдвинул как потомок Люббе Зибетса и Диде Люббена, на суверенитет в Бутъядингене и Штадланде. В 1492 году графы Ольденбургские пообещали ему помощь в этом деле, но затем Эдо пришлось наблюдать, как граф Иоганн V пытался отвоевать фризский Везермарш у Эдцарда I с 1498 года и даже оказывать ему военную помощь в 1501 году. Постоянно завися от поддержки своих более могущественных соседей против Эдцарда, он в 1499 году, как Иоанн V Ольденбургский несколькими днями ранее, поставил себя под сюзеренитет епископства Мюнстер, чтобы заручиться его помощью.
Для Эдо отношения Евера с Ольденбургом в конечном итоге стали более важными. После смерти своей первой жены Фроуве, Эдо женился на Хайльвиг, сестре графа Иоганна V Ольденбургского, в 1498 году, тем самым укрепив и без того давние политические связи. Кроме того, этот брак усилил хофтлинга Евера в его благородном, суверенном, династическом положении и выделил его среди малозначимых приходских хофтлингов. Притязаний на автономию его владений, которые были политически значимыми при предках Эдо и даже при его отце Эдо Танно Дурене, больше не существовало. Эдо расширил замок в Евере, улучшил его укрепления и сделал его более представительным. Эти шаги распространили название замка на всю сеньорию и положили начало отождествления с ним окружающих земель.

## Семья и потомки
В первом браке Эдо был женат на Фруве Аттене, дочери Зибета Аттены и сестре хофтлинга Херо Омкенса. В этом браке родились три дочери, но все они умерли в 1497 году, как и их мать. После смерти первой жены он женился на Хайльвиг фон Ольденбург, дочери Герда Храброго из Ольденбурга и сестре графа Иоганна V Ольденбургского, правившего графством Ольденбург с 1483 по 1526 год. Этим браком он установил семейные связи с Домом Ольденбургов, которые поддержали его в конфликте с восточнофризскими графами. У Эдо было четверо детей от Хайльвиг. От брака родились близнецы Кристоф и Анна в 1499 году, регентша Мария, родившаяся годом позже, и дочь Доротея в 1501 году, при рождении которой умерла её мать. Он также оставил незаконнорожденного сына Мельхиора.